# Platygerrhus nephrolepisi
Platygerrhus nephrolepisi är en stekelart som beskrevs av Yang 1996. Platygerrhus nephrolepisi ingår i släktet Platygerrhus och familjen puppglanssteklar. Inga underarter finns listade i Catalogue of Life.